# Operation Reinhard

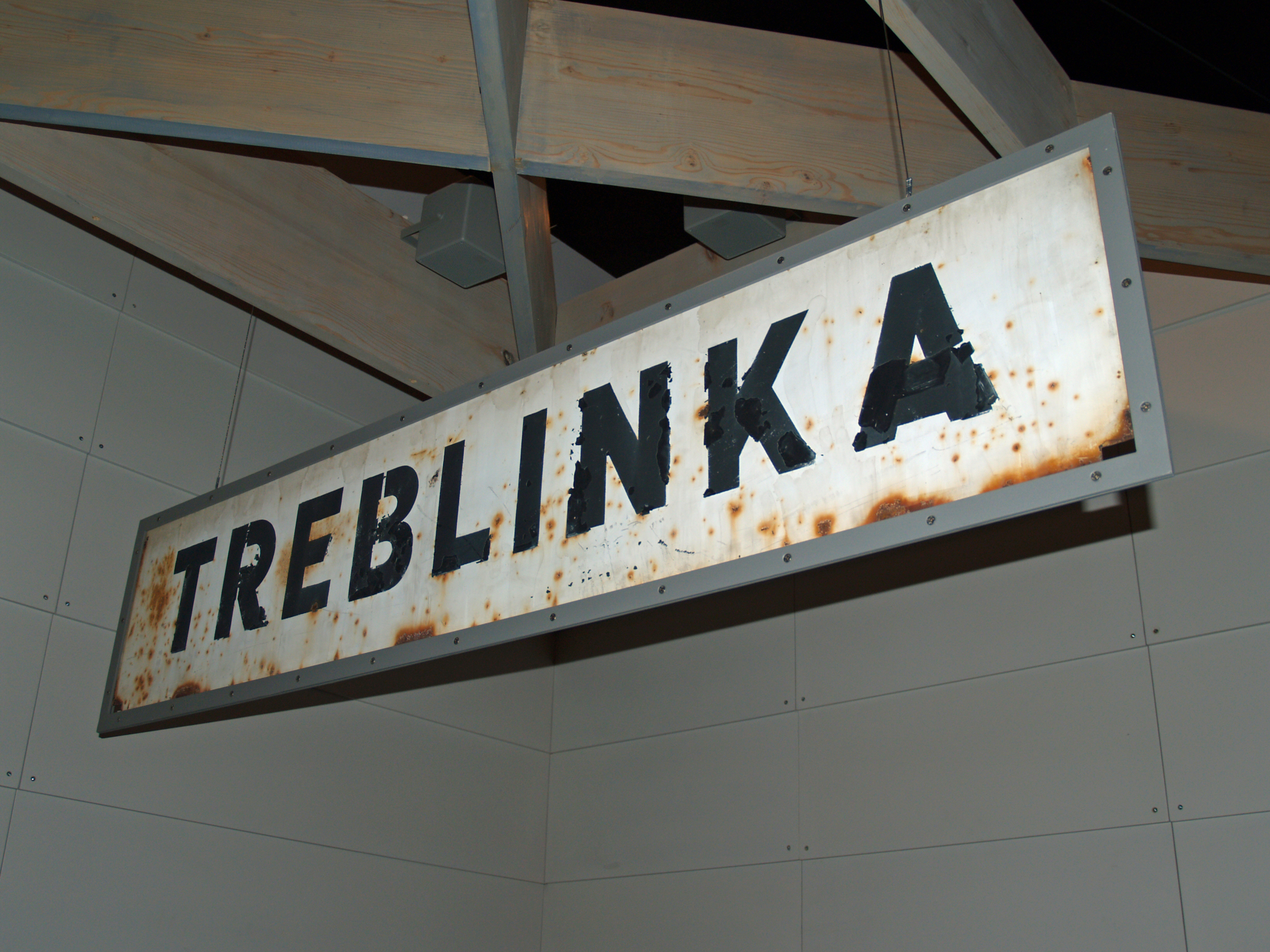
Treblinka var ett av lägren inom Operation Reinhard.

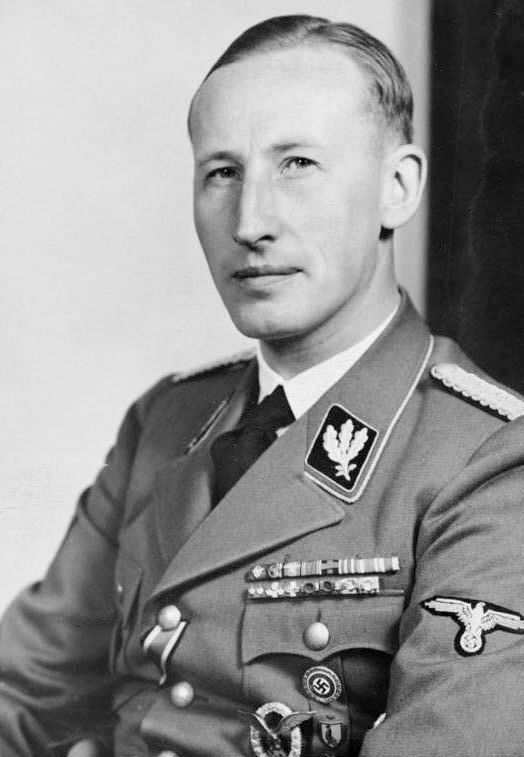
Operation Reinhard uppkallades efter Reinhard Heydrich.

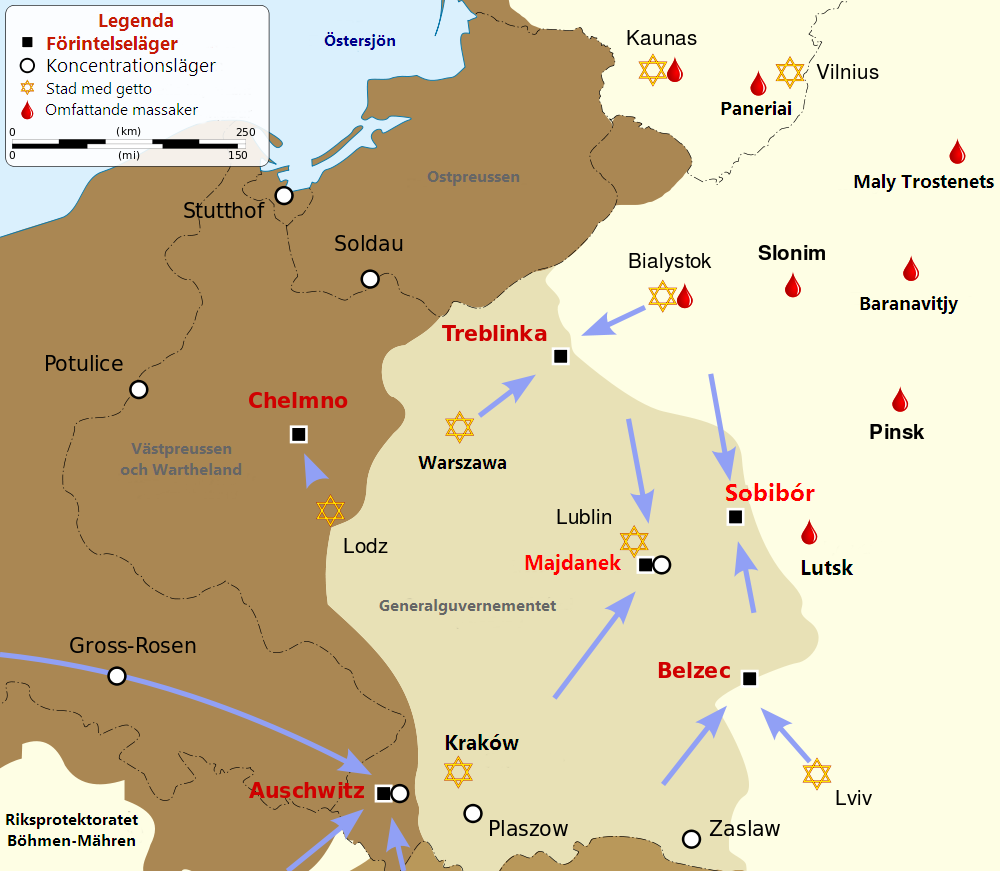
Karta över förintelsen i Polen.

Operation Reinhard, även kallad Operation Reinhardt, Aktion Reinhard(t) eller Einsatz Reinhard(t), var ett tyskt program för att utföra massmord på judar. Det var en del av  Förintelsen och utarbetades av SS under andra världskriget och inbegrep tre förintelseläger: Bełżec, Sobibór och Treblinka. Operationen uppkallades efter SS-Obergruppenführer Reinhard Heydrich, chef för Reichssicherheitshauptamt (RSHA), Nazitysklands säkerhetsministerium och riksprotektor i Böhmen-Mähren, och syftade till utplåning av den judiska befolkningen i Generalguvernementet, den del av Polen som inte hade inlemmats i Tredje riket.

## Bakgrund
De första nazistiska koncentrationslägren, vilka inrättades i mitten av 1930-talet, var avsedda för internering av bland annat politiska motståndare och kriminella; dessa läger var inte avsedda för massmord. Under andra hälften av år 1941 hade Hitler och de ledande personerna inom SS och RSHA beslutat att genomföra ett paneuropeiskt folkmord på judarna, benämnt den slutgiltiga lösningen. Det tyska anfallet på Sovjetunionen, Operation Barbarossa, som inleddes den 22 juni 1941, hade under de första månaderna inneburit stora framgångar för Tyskland, men i oktober samma år vände krigslyckan och det tyska erövringståget i Sovjetunionen såg ut att ta längre tid än beräknat. Samordningen av den slutgiltiga lösningen, det vill säga dess administrativa och logistiska implementering, diskuterades ingående vid Wannseekonferensen den 20 januari 1942. Heydrich, som ledde konferensen, ämnade vinnlägga sig om de berörda ministeriernas och polisenheternas samtycke och samverkan i genomförandet av den fysiska utrotningen av den judiska befolkningen i Europa. Vid konferensen begärde statssekreteraren i Generalguvernementet, Josef Bühler, att den slutliga lösningen skulle inledas i det område han representerade.
Operation Reinhard uppkallades efter Reinhard Heydrich, som den 4 juni 1942 avled i Prag i sviterna efter ett attentat, genomfört åtta dagar tidigare av tjeckoslovakiska agenter.

## Förintelselägren
Den 13 oktober 1941 mottog SS- och polischefen i distriktet Lublin, Odilo Globocnik, order från Reichsführer-SS Heinrich Himmler att omedelbart inleda byggnationen av det första förintelselägret, beläget i Bełżec i östra Generalguvernementet. Globocnik utsågs till chef för de tre lägren inom Operation Reinhard. Hans stab, i vilken bland andra Richard Thomalla ingick, hade till uppgift att uppföra förintelselägren, organisera deportationen av judar dit samt finna och utveckla effektiva metoder för dödande. Personalen i lägren utgjordes av enheter ur Sicherheitsdienst, polisbataljoner ur SS samt ukrainska kolloboratörer, som hade erhållit vaktutbildning i Trawniki.
Förintelselägret i Bełżec började att uppföras i november 1941 och togs i bruk i mars 1942. I närheten av detta hade det mellan maj och oktober 1940 legat ett arbetsläger för tvångsarbetare sysselsatta med fortifikationsarbeten längs den tysk-sovjetiska demarkationslinjen. Förintelselägret i Sobibór konstruerades i mars 1942 och de första gasningarna genomfördes i mitten av april. Lägret i Treblinka började uppföras i slutet av maj eller i början av juni 1942 och förintelsemaskineriet tog sin början i juli. Flera av de SS-män som hade deltagit i Aktion T4, Nazitysklands mord på cirka 70 000 psykiskt och fysiskt funktionshindrade män, kvinnor och barn, bland andra Christian Wirth, Franz Stangl och Irmfried Eberl, gavs nyckelroller inom Operation Reinhard. Wirth utsågs till inspektör för de tre lägren.

## Förintelseprocessen
Lägren inom Operation Reinhard hade ett enda syfte: att mörda människor så snabbt och effektivt som möjligt. I förintelsesystemet var "råmaterialet människor och slutprodukten död". Det var av största vikt att offren ända in i det sista var ovetande om sitt öde. Lägerpersonalen använde sig av olika typer av bedrägeri för att, för de nyanlända judarna, dölja lägrets verkliga syfte och förhindra varje möjlighet till motstånd. Lägerinspektören Wirth utformade särskilda föreskrifter om snabbhet i förintelseprocessen och avhumanisering av offren. Lägervakterna instruerades att behandla de deporterade judarna brutalt och rått, likt boskap. I Sobibór tog SS-Oberscharführer Hermann Michel emot de nyanlända iförd vit rock, för att ge intryck av att han var läkare. Han talade lugnande till judarna och sade till dem att de hade kommit till ett arbetsläger. Han informerade dem att de först skulle få duscha och genomgå desinfektion för att förhindra smittspridning. I själva verket fördes de till gaskamrarna. I Treblinka uppfördes en falsk järnvägsstation för att ge sken av att judarna endast ankommit till ett övergångsläger på vägen till ett nytt hem längre österut. Skyltar visade vägen till en biljettexpedition och en restaurant samt till platsen för tågbyte för resande österut.

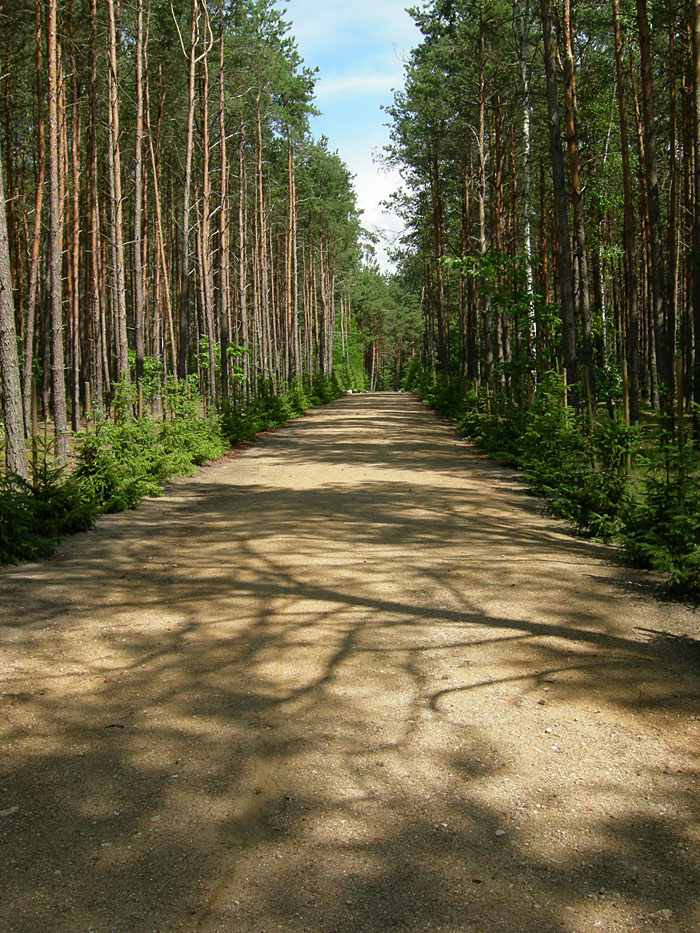
Den så kallade Himmelstrasse, "Vägen till himlen", ledde från avklädningsbarackerna till gaskamrarna. (Fotografi från Sobibór år 2007.)

I Sobibór och Treblinka gallrades gamla, funktionshindrade och små barn omedelbart ut vid ankomsten och fördes till en avskild avrättningsplats, där de sköts med nackskott av SS-män, bland andra August Miete. Övriga personer, män, kvinnor och äldre barn, fördes från ankomstområdet till avklädningsbaracker. I barackerna beordrades de att klä av sig och lämna ifrån sig pengar och värdesaker, vilka senare sändes till tyska Reichsbank via SS-Wirtschafts- und Verwaltungshauptamt, SS:s huvudkontor för ekonomi och administration. Kvinnornas hår avklipptes under förespegling att förhindra spridning av löss. Det avklippta håret vävdes till tofflor åt besättningsmän på tyska ubåtar. Från avklädningsbarackerna föstes de nakna männen och kvinnorna genom "der Schlauch" ("slangen"), en passage med höga taggtrådsstängsel, täckta med trädgrenar för att förhindra insyn. Denna gång kallades även för "Himmelstrasse" ("Vägen till himlen"). Vart och ett av de tre lägren hade från början tre gaskammare, men successivt utökades antalet till sex och kapaciteten fördubblades således med tiden. Kamrarna, kamouflerade som duschrum, rymde omkring 400 tätt sammanpackande personer.
I Bełżec användes inledningsvis buteljerad gas, antingen kolmonoxid eller vätecyanid. Senare försågs detta läger med dieselmotorer från sovjetiska stridsvagnar, vilka utsläppte en blandning av kolmonoxid och koldioxid in i gaskamrarna. Sobibór och Treblinka utrustades från början med dieselmotorer. Efter cirka 20–30 minuter öppnades gaskamrarnas dörrar och lägerfångar tillhörande Sonderkommando avlägsnade de döda kropparna. I mitten av augusti 1942 fick Kurt Gerstein, tjänsteman vid Waffen-SS:s hygieninstitut, i uppdrag att undersöka möjligheten att införa Zyklon B i Bełżec. Han bevittnade en gasning och rapporterade:
| ” | Människorna stod fortfarande som stenstoder, utan plats att falla eller luta. Ännu i döden kunde man känna igen familjerna som höll varandra i händerna. Det var svårt att skilja dem åt när man tömde rummet för nästa omgång. Liken var kringkastade, blåfärgade, våta av svett och urin, benen nedsmorda med exkrementer och menstruationsblod. Två dussin arbetare var strängt sysselsatta med att kontrollera munnarna som de öppnade med järnkrokar. Tandläkare slog med hammare ut tänder, bryggor och tandkronor av guld. | „ |

Under den inledande fasen av Operation Reinhard begravdes de mördades lik i massgravar och täcktes med kalk. Med tiden visade sig denna metod vara otillräcklig. På grund av sommarvärmen och förmultningsprocessen i gravarna svällde liken och marken rämnade. Förutom den påträngande stanken utgjorde detta en allvarlig hälsorisk. I mars 1942 hade Heinrich Himmler bestämt att liken efter de judar och ryska krigsfångar som skjutits på ockuperat sovjetiskt territorium skulle grävas upp och kremeras. Himmler krävde att alla spår efter massmordet skulle förintas och uppdrog åt Standartenführer Paul Blobel att leda Aktion 1005. Blobel och hans manskap anlände till förintelselägret i Chełmno i juli 1942 för att där företa olika kremeringsexperiment. Blobel fann att den mest effektiva metoden var att bränna liken på stora järngaller placerade över gropar med öppen eld. Askan begravdes sedan i de gropar ur vilka liken tidigare grävts upp. Blobel skickade en rapport till Globocnik, för att denne skulle implementera tekniken i Operation Reinhard-lägren. Globocnik motsatte sig dock initialt kremering av de mördades kroppar. Han menade, att det tyska folket skulle känna stolthet att man hade förintat den judiska rasen. Detta borde inte döljas för framtida generationer. Enligt ett vittnesmål av SS-Obersturmführer Kurt Gerstein föreslog Globocnik av ideologiska skäl att man i massgravarna skulle lägga ner bronsplattor med information om att det var de tyska nazisterna som "hade modet att utföra denna gigantiska uppgift".
Operation Reinhard avslutades i början av november 1943. Merparten av den tyska lägerpersonalen, däribland Christian Wirth och Franz Stangl, kommenderades därefter till norra Italien för att där påskynda deportationen av italienska judar samt delta i bekämpandet av partisaner. Odilo Globocnik utnämndes till kommendant för koncentrationslägret Risiera di San Sabba i Trieste, där han lät tortera och döda politiska fångar.

## Antalet offer
Man beräknar att omkring 2 miljoner polska judar förintades inom ramen för Operation Reinhard som pågick från juli 1942 till november 1943 och avslutades med Aktion Erntefest. Antalet dödsoffer i de tre enskilda lägren beräknas till 1 500 000, med 550 000 i Bełżec, 200 000 i Sobibór och 750 000 i Treblinka.

## Lägerkommendanter
| Förintelseläger | Kommendant         | Period                         |
| --------------- | ------------------ | ------------------------------ |
| Bełżec          | Christian Wirth    | december 1941 – 31 juli 1942   |
| Bełżec          | Gottlieb Hering    | 1 augusti 1942 – december 1942 |
| Sobibór         | Richard Thomalla   | mars 1942 – april 1942         |
| Sobibór         | Franz Stangl       | maj 1942 – september 1942      |
| Sobibór         | Franz Reichleitner | september 1942 – oktober 1943  |
| Treblinka       | Richard Thomalla   | maj 1942 – juni 1942           |
| Treblinka       | Irmfried Eberl     | juli 1942 – september 1942     |
| Treblinka       | Franz Stangl       | september 1942 – augusti 1943  |
| Treblinka       | Kurt Franz         | augusti 1943 – november 1943   |